# Rue Le Moyne
Pour les articles homonymes, voir Le Moyne.
La rue Le Moyne  est une voie de Montréal.

## Situation et accès
Cette rue d'axe est-ouest du Vieux-Montréal, relie la rue Saint-Nicolas à la rue McGill. 

## Origine du nom
La rue Le Moyne rappelle la famille Le Moyne, propriétaires de l'île Sainte-Hélène depuis le XVIIe siècle. 

## Historique
Cette rue a été ouverte en même temps que la rue Sainte-Hélène et la rue des Récollets, à l'intérieur du domaine des Récollets, devenu propriété des autorités britanniques après la conquête. En 1818, le gouvernement échange l'ancien domaine des Récollets pour obtenir l'île Sainte-Hélène, possédée par Marie Charles Joseph Le Moyne de Longueuil, épouse de Charles William Grant. 
Charles William Grant procède rapidement au lotissement du terrain et à l'ouverture de trois nouvelles rues en 1818: la rue Le Moyne, la rue Sainte-Hélène et la rue des Récollets. En 1820, Grant cède à la Ville de Montréal le terrain de ces trois rues, dont il a choisi les noms afin de rappeler les éléments de la transaction qui a mené à leur création. Confinée à l'origine aux limites de l'ancien terrain des Récollets, elle n'atteindra la rue Saint-Pierre et la rue McGill qu'à la suite d'acquisitions faites après 1820.

## Source
Ville de Montréal, Les rues de Montréal. Répertoire historique, Édition Méridien, Montréal, 1995. 